# Giro del Piemonte 1973
Il Giro del Piemonte 1973, sessantatreesima edizione della corsa, si svolse l'8 settembre 1973 su un percorso di 205 km. La vittoria fu appannaggio dell'italiano Felice Gimondi, che completò il percorso in 5h03'00", precedendo i connazionali Marcello Bergamo e Costantino Conti.
Sul traguardo di Marano Ticino 38 ciclisti, su 108 partiti dalla medesima località, portarono a termine la competizione. 

## Ordine d'arrivo (Top 10)
| Pos. | Corridore          | Squadra        | Tempo    |
| ---- | ------------------ | -------------- | -------- |
| 1    | Felice Gimondi     | Bianchi        | 5h03'00" |
| 2    | Marcello Bergamo   | Filotex        | s.t.     |
| 3    | Giancarlo Polidori | Scic           | a 1'50"  |
| 4    | Franco Bitossi     | Sammontana     | a 2'05"  |
| 5    | Enrico Paolini     | Scic           | s.t.     |
| 6    | Wladimiro Panizza  | G.B.C.-Sony    | s.t.     |
| 7    | Giuseppe Perletto  | Zonca          | s.t.     |
| 8    | Giovanni Battaglin | Jollj Ceramica | s.t.     |
| 9    | Michel Pollentier  | Carpenter      | a 2'50"  |
| 10   | Enrico Maggioni    | Dreherforte    | s.t.     |